# Alfred Cockayne

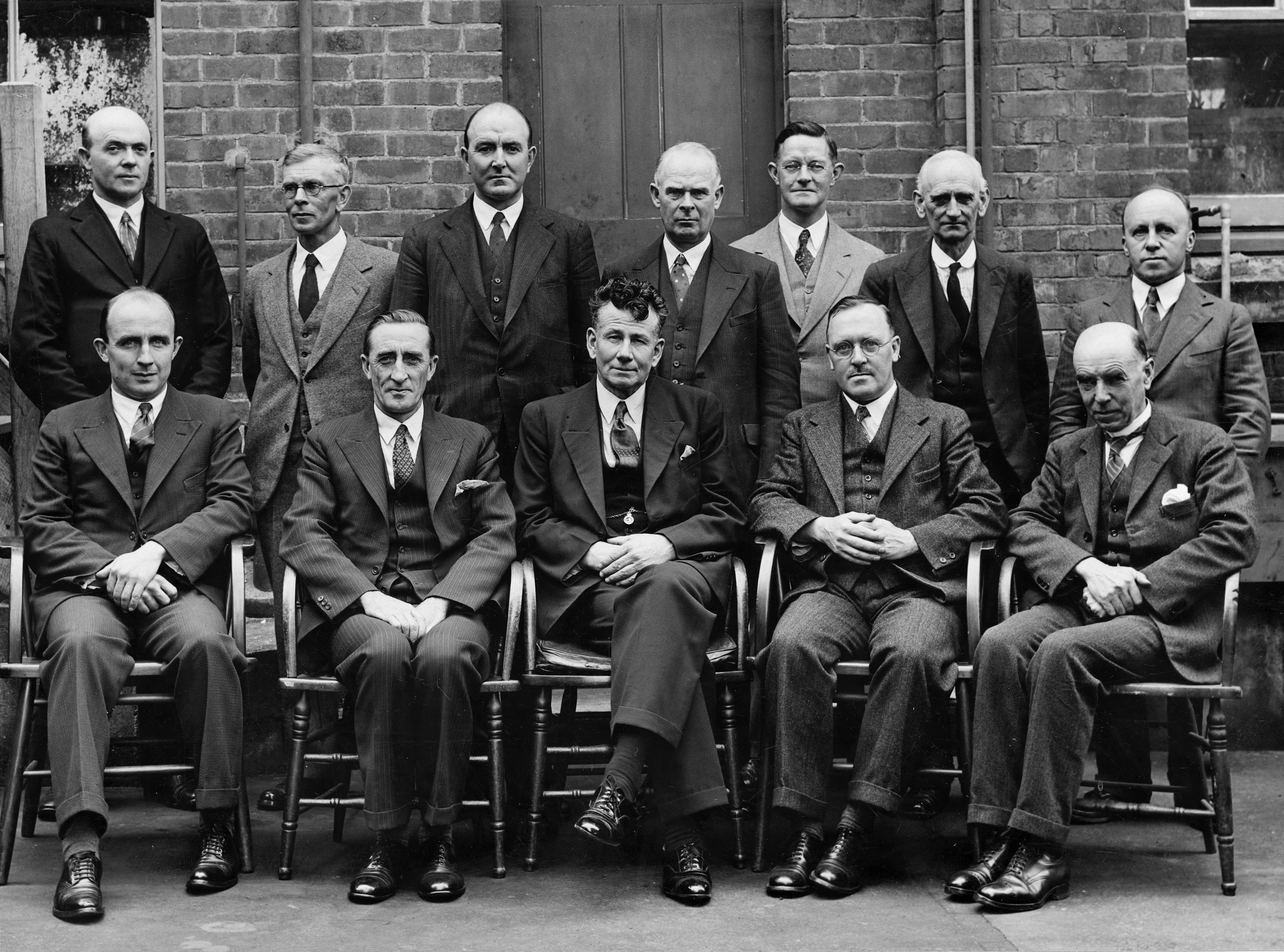
Członkowie Nowozelandzkiej Rady Badań w 1936. Cockayne na fotografii jest drugi od prawej w górnym rzędzie.

Alfred Cockayne (ur. 23 maja 1880, zm. 21 października 1966) – nowozelandzki botanik. Urodził się w Dunedinie lub Oamaru w regionie Otago. Syn Leonarda Cockayne’a.

## Odznaczenia
- Order Imperium Brytyjskiego
- Order Służby Imperium